# Bocagea
Bocagea es un género de plantas fanerógamas perteneciente a la familia de las anonáceas. Son nativas de Brasil.

## Sistemática
El género fue descrito por Augustin Saint-Hilaire y publicado en Flora Brasiliae Meridionalis (quarto ed.) 1: ed. fol. 33; ed. qu. 41. 1825. La especie tipo es: Bocagea viridis A. St.-Hil.

### Lista de especies
Se reconocen 28 especies:
- Bocagea alba A. St.-Hil.
- Bocagea aromatica Britton
- Bocagea asbeckii Pulle
- Bocagea asymmetrica Mello-Silva & J.C. Lopes
- Bocagea canescens Spruce ex Benth.
- Bocagea celebica Blume
- Bocagea coriacea (Thwaites) Hook. f. & Thomson
- Bocagea corymbosa Blume
- Bocagea dalzellii Hook. f. & Thomson
- Bocagea elliptica Hook. f. & Thomson
- Bocagea espintana Spruce ex Benth.
- Bocagea gaudichaudiana Baill.
- Bocagea heterantha Baill.
- Bocagea latifolia Blume
- Bocagea leucodermis Spruce ex Benth.
- Bocagea longepedunculata Mart.
- Bocagea lutea Baill.
- Bocagea mattogrossensis R.E. Fr.
- Bocagea moeniana Mello-Silva & J.C. Lopes
- Bocagea multiflora Mart.
- Bocagea obliqua (Hook. f. & Thomson) Hook. f. & Thomson
- Bocagea philastreana Pierre
- Bocagea pisocarpa (Blume) Blume
- Bocagea polyandra C. Presl
- Bocagea ventricosa Baill.
- Bocagea verrucosa Baill.
- Bocagea virgata Benth. & Hook. f.
- Bocagea viridis A. St.-Hil.